# 日本教育再生機構
一般財団法人日本教育再生機構は、内閣府直属の「教育再生会議」を民間の立場から後押しするため設立された団体。2006年10月22日発足。教科書採択においては育鵬社発行の教科用図書を勧めている。

## 沿革・概要
法学者の八木秀次は2004年9月より「新しい歴史教科書をつくる会」（略称：つくる会）の会長を務めていたが、内紛により、2006年2月28日に会長職を解任された。いったん副会長に復帰するも同年4月30日、会長の種子島経と副会長八木は揃って辞任。同時に、内田智、勝岡寛次、新田均、松浦光修の4理事も辞任し、会を離れた。5月22日には中西輝政が理事を辞任した。
2006年5月24日、安倍晋三は講演で「官房長官の職責をしっかりと務めていくことによって、おのずと道が決まってくる」と述べ、同年9月に実施予定の自民党総裁選挙出馬への意欲を示した。同年春から6月にかけて、八木は伊藤哲夫、西岡力、島田洋一、中西輝政らと会合を重ね、彼らはいつしか「五人組」と称されるようになった。安倍のブレーンとして様々な提言を行った。同年6月末、「つくる会」脱会者が集い、「新『つくる会』」を発足させようとする動きが展開される。
2006年9月20日、自民党総裁選で安倍が当選。9月26日、第1次安倍内閣が発足。同年10月10日、政府は閣議決定により「教育再生会議」を設置。八木、伊藤隆、種子島経、内田智、勝岡寛次、新田均、松浦光修、中西輝政は安倍晋三首相が掲げる教育改革を民間の立場から後押しするため、「日本教育再生機構」準備室をつくり、八木は準備室の代表発起人となった。日本教育再生機構は10月22日に設立された、八木は初代理事長に就任した。
日本教育再生機構の複数の顧問が日本会議の幹部である。同団体のフロント組織として、育鵬社版の教科書採択のための働きかけを各方面に行っている。
2009年6月、一般財団法人に移行した。
2012年2月26日、地方組織「日本教育再生機構大阪」が大阪市立こども文化センターでシンポジウムを開催。理事長の八木が進行役となり、安倍と大阪府知事の松井一郎が対談した。安倍は「首長が教育について強い信念を持っていれば、その信念に基づいて教育委員を替えていくくんです。たとえば、あの横浜で育鵬社の教科書が採択されるのは驚きなわけです。相当な決意をもって、教育委員を、自分たちで決めようという強い意志を持った人に替えていった結果なんです」と述べた。安倍と松井は、これを機に会合を重ねていったことから、日本教育再生機構は両名を結びつける役割を果たしたとされる。
2014年6月2日、「教育再生首長会議」が発足。同団体は日本教育再生機構に事務局を委託し、委託費として年間約400万円を支払っている。思想を同じゅうする首長らの任意団体であるにもかかわらず、委託費は自治体の公費でまかなわれている。

## 関係図
- 新しい歴史教科書をつくる会（1996年発足）。教科書出版社は扶桑社、のち 自由社。

　　　↓2006年分裂
- 日本教育再生機構、教科書改善の会（2007年発足）。教科書出版社は育鵬社（扶桑社の子会社）。